# ニルス・ロフグレン (化学者)
ニルス・ロフグレン（Nils Löfgren、1913年8月18日 - 1967年1月21日）はスウェーデンの化学者。
1943年に局所麻酔薬リドカイン（当時はキシロカインと命名、後日商品名となる）を開発した。当時、彼はLicentiate（欧州独自の学位）（当時のスウェーデンでは履修期間は博士の半分）を取得したばかりで、ストックホルム大学で有機化学を教えていた。彼と同僚のベングト・ルンドベリは、キシロカインの権利をスウェーデンの製薬会社アストラABに売却した。
1948年、ロフグレンは博士号を取得し、学位論文のタイトルは"Studies on local anesthetics: Xylocaine: a new synthetic drug（局所麻酔薬の研究: キシロカイン: 新規合成薬）"であった。その後、ストックホルム大学で有機化学の教授となった。